# Теєр (Міссурі)
Теєр (англ. Thayer) — місто (англ. city) в США, в окрузі Орегон штату Міссурі. Населення — 1883 особи (2020).

## Географія
Теєр розташований за координатами 36°31′20″ пн. ш. 91°32′27″ зх. д. / 36.52222° пн. ш. 91.54083° зх. д. (36.522360, -91.540781).  За даними Бюро перепису населення США в 2010 році місто мало площу 6,33 км², уся площа — суходіл.

## Демографія
Згідно з переписом 2010 року, у місті мешкали 2243 особи в 955 домогосподарствах у складі 565 родин. Густота населення становила 355 осіб/км².  Було 1140 помешкань (180/км²).
Расовий склад населення:
| - 96,4 % — білих - 0,9 % — корінних американців - 0,4 % — азіатів - 0,1 % — чорних або афроамериканців |

До двох чи більше рас належало 2,0 %. Частка іспаномовних становила 1,6 % від усіх жителів.
За віковим діапазоном населення розподілялося таким чином: 23,5 % — особи молодші 18 років, 55,5 % — особи у віці 18—64 років, 21,0 % — особи у віці 65 років та старші. Медіана віку мешканця становила 42,7 року. На 100 осіб жіночої статі у місті припадало 88,3 чоловіків;  на 100 жінок у віці від 18 років та старших — 83,3 чоловіків також старших 18 років.
Середній дохід на одне домашнє господарство  становив 36 492 долари США (медіана — 25 551), а середній дохід на одну сім'ю — 49 266 доларів (медіана — 41 283). Медіана доходів становила 33 393 долари для чоловіків та 29 135 доларів для жінок. За межею бідності перебувало 28,0 % осіб, у тому числі 26,0 % дітей у віці до 18 років та 22,1 % осіб у віці 65 років та старших.
Цивільне працевлаштоване населення становило 787 осіб. Основні галузі зайнятості: освіта, охорона здоров'я та соціальна допомога — 28,2 %, роздрібна торгівля — 24,8 %, виробництво — 14,5 %, транспорт — 11,7 %.